# 金擬花鮨
金擬花鮨，又稱金擬花鱸，為輻鰭魚綱鱸形目鱸亞目鮨科的其中一種，分布於中東太平洋的萊恩群島及Fanning島海域，棲息深度可達52公尺，體長可達4.6公分，為底棲性魚類，屬肉食性，生活習性不明。

## 擴展閱讀
維基物種上的相關：金擬花鮨